# Orient House
L'Orient House è un edificio presente nel quartiere est di Gerusalemme ed è stato la sede cittadina dell'Organizzazione per la Liberazione della Palestina durante gli anni ottanta e novanta.

## Storia
L'edificio è stato fatto costruire nel 1897 da Ismail Musa al-Husseini ed è rimasto poi di proprietà della sua famiglia negli anni seguenti, quando è stato impiegato per ospitare importanti personalità in visita.
Dopo la guerra arabo-israeliana del 1948 l'edificio era rimasto nella zona occupata dalla Giordania e per alcuni anni è stato impiegato come quartier generale dell UNRWA. Successivamente i proprietari ne hanno fatto un Hotel di lusso, chiamato "The New Orient House". Dopo la guerra dei sei giorni del 1967, con l'occupazione di Gerusalemme est da parte delle forze Israeliane, l'hotel è stato chiuso e l'edificio è rimasto abbandonato.
Nel 1983 l'"Arab Scientific Association", un'organizzazione legata al gruppo locale dell'OLP, guidata da Faysal al-Husayni, ne affittò una parte per farne la propria sede. Nel 1988, durante la prima intifada, Israele chiuse l'edificio. Quattro anni dopo, nel 1992, a seguito della conferenza di Madrid, l'edificio fu nuovamente aperto e ristrutturato da Faisal Husseini, grazie anche all'assicurazione Israeliana (data in nome del governo israeliano dall'allora ministro degli esteri Shimon Peres) relativa al fatto che la sede delle autorità palestinese in futuro sarebbe stata mantenuta aperta e operativa. Negli anni successivi il governo del Likud guidato da Benjamin Netanyahu ipotizzò la chiusura, ma gli Stati Uniti e la Comunità europea fecero pressioni contro questa azione, ricordando che si sarebbe trattato di una violazione degli accordi presi con l'OLP e degli impegni derivanti dagli accordi di Oslo.
Il 9 agosto del 2001, durante la seconda intifada, un attentato suicida compiuto da un miliziano palestinese ad un ristorante della catena Sbarro a Gerusalemme causò 15 morti e circa 130 feriti. Il giorno seguente, in risposta all'attentato, le autorità israeliane presero nuovamente possesso dell'edificio, confiscando tutto il materiale lì custodito (compresi gli effetti personali dei dipendenti, la documentazione cartacea ed elettronica relativa al governo palestinese e la collezione fotografica dell'Arab Studies Society).
Nel dicembre 2008 alcuni media hanno riportato la notizia che l'Unione europea, nell'abito di scrittura di una road-map relativa al processo di pace in Palestina, avrebbe previsto, tra le altre cose, la richiesta di riapertura dell'Orient House, proposta che ha suscitato una reazione negativa delle autorità israeliane.